# آنالیست (نشریه)
آنالیست (انگلیسی: Analyst) نشریه‌ای علمی با داوری همتا است که به بررسی موضوعات مربوط به علوم و فناوری شیمی تجزیه می‌پردازد. این نشریه به صورت دوهفته نامه و توسط انجمن سلطنتی شیمی بریتانیا منتشر می‌شود.